# Qazax
Qazax este un oraș din Azerbaidjan, reședință a raionului Qazakh.